# Transakcja płatnicza
Transakcja płatnicza – zainicjowana przez płatnika lub odbiorcę wpłata, transfer lub wypłata środków pieniężnych.
Przetwarzanie transakcji płatniczych to czynności o charakterze technicznym i operacyjnym wykonywane w celu przeprowadzenia transakcji płatniczej, w szczególności obejmujące:
a) inicjację transakcji, w tym uwierzytelnienie instrumentu płatniczego lub użytkownika tego instrumentu,
b) sprawdzenie danych umożliwiających przeprowadzenie transakcji, w tym dostępności środków, możliwości dokonania transakcji przy użyciu instrumentu płatniczego oraz dostępności systemu łączności między dostawcami usług płatniczych,
c) obsługę przesyłanych komunikatów w celu transferu środków pieniężnych.